# Gordon McKinley Webber
Pour les articles homonymes, voir McKinley et Webber.
Gordon McKinley Webber, né le 2 mars 1909 à Sault-Sainte-Marie (Ontario) et mort le 17 novembre 1965 à Montréal, est un artiste multimédia et un professeur canadien, pionnier du modernisme.

## Biographie

### Formation
Initié aux beaux-arts par sa mère, il entre en 1924 à l'Université de l'École d'art et de design de l'Ontario, où il a notamment pour professeurs Arthur Lismer, J. E. H. MacDonald et Emanuel Hahn. En protestation contre le licenciement d'Arthur Lismer en 1927, il fonde, avec Isabel McLaughlin et d'autres artistes la Ligue des étudiants en art.

### Carrière
Dès 1930, Webber est invité à exposer avec le Groupe des Sept. Peu après, il commence à enseigner avec Lismer au Musée des beaux-arts de l'Ontario. En 1937, il commence à étudier à la New Bauhaus School of Design à Chicago, où il bénéficie de l'enseignement de László Moholy-Nagy. Cette rencontre sera décisive pour lui et son travail devient beaucoup plus expérimental. Abandonnant l'art figuratif, il se tourne vers l'abstraction, s'intéresse à la photographie et au design appliqué au graphisme, à la scénographie et aux costumes.
En 1940, il est invité par Arthur Lismer à se joindre à l'École d'Art et de Design du Musée des beaux-arts de Montréal. À partir de 1942, diplômé de l'École de Design de Toronto, il enseigne le dessin à l'école d'Architecture de l'Université McGill de Montréal, tout en poursuivant au Musée des beaux-arts, où il a notamment comme étudiants Guido Molinari et Claude Tousignant. En 1950, il enseigne aussi le design, le dessin et la peinture à l'école d'été de l'Université de la Colombie-Britannique.
Parallèlement, Webber approfondit son travail de création, expérimentant le dessin sur pellicule 35 mm (selon une technique apprise avec Norman McLaren aux studios de l'Office national du film du Canada).  
À la fin des années 1940 et au début des années 195, il crée la chorégraphie de deux ballets. Il est également impliqué dans la création de costumes et de décors pour des pièces théâtrales à McGill. On lui doit aussi une murale extérieure et un mobile intérieur pour le bureau de post de Ville Mont-Royal, ainsi qu'une sculpture pour le McConnell Engineering Building de l'université McGill.
Ses œuvres font partie de la collection du Musée national des beaux-arts du Québec et du Musée des beaux-arts du Canada.